# Ki Sung-yueng
Đây là một tên người Triều Tiên, họ là Ki.
Ki Sung-Yueng (tiếng Hàn Quốc: 기성용, phát âm tiếng Hàn Quốc: [ki sʰʌŋjoŋ], Hán-Việt: Kì Thành Dung, sinh ngày 24 tháng 1 năm 1989) là một cầu thủ bóng đá chuyên nghiệp người Hàn Quốc. Anh hiện đang chơi ở vị trí tiền vệ trung tâm cho câu lạc bộ FC Seoul của K-League 1.
Anh lần đầu góp mặt vào thành phần đội tuyển Hàn Quốc từ năm 2007, với hơn 100 lần ra sân tính đến nay. Ki đã được chọn vào đội hình tham dự ba kì World Cup (2010, 2014, 2018, trong đó tại giải đấu năm 2018 anh mang băng đội trưởng của đội tuyển quốc gia Hàn Quốc) và Asian Cup (2011, 2015, 2019), với thành tích cao nhất là vòng 16 đội ở World Cup 2010 và vị trí á quân ở Asian Cup năm 2015. Anh cũng chơi ở hai kỳ Thế vận hội (2008, 2012), cùng đội tuyển Olympic Hàn Quốc giành huy chương đồng năm 2012.
Ngày 20 tháng 5 năm 2015, Ki được bình chọn là Cầu thủ xuất sắc nhất năm của Swansea City sau khi ghi được 8 bàn thắng trong 33 lần ra sân trong mùa giải 2014–15. Trước đó anh cũng đã lên ngôi tại Cúp EFL cùng đội bóng này.

## Những năm đầu
Vào năm 2001, Ki tới Brisbane, Úc để học tại trường John Paul College theo dạng BSN (Brain Soccer Program) giám sát bởi Jeff Hopkins. Cha anh đã nhìn thấy đây là một cơ hội tốt để Ki chơi bóng đá và học tiếng Anh cùng lúc. Ki đã chơi cho đội tuyển trường và giành được Bill Turner Cup - cúp bóng đá liên trường U-15 quốc gia vào năm 2004. Ki nhận được đề nghị trong năm 2005 từ câu lạc bộ FC Seoul của Hàn Quốc và giải bóng đá của A-League là Brisbane Roar, nhưng quyết định trở về Hàn Quốc để tiếp tục sự nghiệp của mình.
Sau khi trở về Hàn Quốc, Ki học cấp 3 tại Kumho và sau đó đã ghi danh vào Đại học Kyonggi. Kể từ đó, Kicó thể nói tiếng Anh thông thạo. Anh theo tại Australia với tên tiếng Anh là David. Ki cũng bày tỏ mong muốn có ngày trở lại Australia để kết thúc sự nghiệp của mình.

## Sự nghiệp câu lạc bộ

### FC Seoul
Ki trở về Hàn Quốc và gia nhập FC Seoul, nơi anh chơi cùng với người đồng đội ở đội tuyển quốc gia Lee Chung-Yong. Anh là cầu thủ dự bị trong trận đấu cuối cùng của K-League Cup năm 2006, nhưng đã không được ra sân. Dưới thời của HLV Şenol Gunes, anh đã có màn ra mắt trong năm 2007.
Trong mùa giải 2008, Ki củng cố vị trí quan trọng của mình tại FC Seoul. Ngày 29 tháng 10, Ki ghi bàn thắng vào lưới đại kình địch Suwon Samsung Bluewings ở phút 92.
Trong trận đấu đầu tiên K-League của mùa giải năm 2009 của FC Seoul, Ki ghi một bàn thắng trong chiến thắng 6-1 trước Chunnam Dragons.

### Celtic
Ngày 25 tháng 8 năm 2009, thông tin đã được tiết lộ rằng sự liên hệ giữa Celtic và FC Seoul đã xảy ra liên quan đến khả năng đưa Ki sang Scotland thi đấu. Tuy nhiên, đại diện của cầu thủ này nói rằng một cuộc chuyển nhượng ngay lập tức sẽ khó thành công bởi FC Seoul vẫn đang thi đấu thành công tại các giải quốc nội và AFC Champions League. Ba ngày sau đó, Celtic đưa ra lời đề nghị 2,1 triệu bảng cho Ki. Việc ký kết đã được xác định vào ngày 13 tháng 12 năm 2009 sau khi Ki đã vượt qua buổi kiểm tra y tế và có giấy phép lao động. Ki báo đã từ chối đề nghị từ một đội bóng Premier League, câu lạc bộ Portsmouth. Anh chọn mặc áo số 18 với chữ "Ki" ghi trên áo. Anh có trận ra mắt cho Celtic trong trận hòa 1-1 với Falkirk tại Celtic Park vào ngày 16 tháng 1 năm 2010, đoạt giải thưởng Man of the Match từ trang web chính thức của Celtic. Anh đã chơi một trong bốn trận còn lại cho Celtic trong mùa giải đó, nhưng không thể gây ảnh hưởng lớn tới màn trình diễn của câu lạc bộ.
Ki chỉ chơi cho Celtic trong tháng đầu tiên của mùa giải 2010-11 nhưng vẫn ra sân và ghi bàn thắng đầu tiên của mình đóng góp cho Celtic vào ngày 22 tháng 8 năm 2010 với một cú sút từ 25 mét trong chiến thắng 4-0 trước St Mirren tại giải Scotland Premier League (SPL). Vào cuối tháng Mười, anh đã trở thành một cầu thủ thường xuyên được ra sân và được bình chọn là cầu thủ trẻ xuất sắc nhất SPL tháng 10 năm 2010. Tuy nhiên, vào ngày 20 tháng 10 năm 2010, Ki thấy mình là người bị nhận lạm dụng phân biệt chủng tộc rõ ràng trong một trận đấu tại St. Johnstone. Một phần của hỗ trợ St Johnstone đã nghe tiếng sủa làm "woofing" - tới Ki khi anh lấy được một quả phạt góc. Tiếng hô "ai đã ăn tất cả những con chó?" cũng đã được nghe từ những người hâm mộ đội nhà trong suốt trận đấu.
Ki ghi bàn thắng thứ hai của mùa giải trong trận hoà 2-2 với Inverness Thistle tại Celtic Park. Vào ngày 26 tháng 12 năm 2010, Ki ghi bàn vào lưới St Johnstone trong chiến thắng 2-0 tại SPL trong trận đấu cuối cùng của anh cho Celtic trước khi lên đường đến Qatar để chơi cho Hàn Quốc tại AFC Asia Cup vào tháng 1 năm 2011. Khi trở lại Scotland vào tháng 2, Ki trở lại đội hình Celtic trong trận hoà 2-2 trước Rangers ở một trận đấu ngang hàng Scottish Cup tại Ibrox. Celtic đã chơi phần quan trọng còn lại của trận đấu khi chỉ có 10 người sau khi Fraser Forster bị đuổi khỏi sân, nhưng hàng tiền vệ bao gồm Ki giành được lời khen ngợi cho cách mà họ kiểm soát trận đấu trong hiệp hai. Ki cũng chơi trong trận đá lại tại Celtic Park - một trận nhiệt độ cao mà Celtic thắng 1-0. Ngày 21 tháng 5 năm 2011, Ki ghi bàn thắng đầu tiên tại giải Scotland Cup trong chiến thắng cuối cùng của Celtic trước Motherwell với một cú sút chân trái từ khoảng 35 mét. Anh cũng đoạt giải thưởng Man of the Match.

Ki bắt đầu mùa giải 2011-12 trong trận đấu mở màn giữa Celtic với Hibernian tại SPL. Ghi bàn thắng thứ hai trong chiến thắng 2-0, một cú sút chân trái 25 mét vào góc dưới bên phải và cũng đoạt giải Man of the Match từ trang web chính thức của Celtic. Anh ấn tượng với HLV của Celtic, Neil Lennon rất nhiều trong trận đấu với Hibernian mà ông nói:
"Cậu ấy là một cầu thủ rất quan trọng với chúng tôi. Tôi đánh giá cậu ấy rất cao. Cậu ấy có thể đi tới được bất cứ điều gì cậu ấy muốn được. Chúng tôi nghĩ cậu ấy là một cầu thủ đẳng cấp và chúng tôi vui mừng khi cậu ấy ở đây. Ki đã rất phù hợp trong vòng 18 tháng qua. Cậu ấy phát triển độc đáo vào một cầu thủ đẳng cấp. Cậu ấy đã có sự hiện diện tốt và bình tĩnh tốt trên quả bóng. Cậu ấy có một hoặc hai mục tiêu trong phạm vi của cậu ấy và hướng đi qua của cậu ấy là tuyệt vời". 
Ki sau đó tiếp tục ghi điểm với bàn thắng khác vào ngày 13 tháng 8 năm 2011 tại Scotland Premier League trong chiến thắng 5-1 vượt qua Dudee United tại Celtic Park, một cuộc tấn công từ góc trên bên trái từ mép sân. Một vài ngày sau đó nó đã được báo cáo Premier League phía bên Blackburn Rovers, Tottenham Hotspur và một số câu lạc bộ từ Premier League Nga đã quan tâm đến việc có chữ ký của Ki. Celtic ngay vào ngày hôm sau đã ra tay cảnh báo cho các câu lạc bộ quan tâm, nói rằng nó sẽ có một mức giá đáng kể để cho phép tiền vệ đóng góp một phần quan trọng của Celtic rời câu lạc bộ. Ngày 10 tháng 9 năm 2011, Ki đưa Motherwell đến sự phân định một lần nữa, lần này ở Scotland Premier League với một cú sút kinh hoàng từ ngoài vòng cấm bằng chân phải của mình. Celtic đã giành chiến thắng trận đấu 4-0. Ngày 29 tháng 9, anh mở tỷ số cho Celtic trong trận hòa 1-1 với đội bóng Italia Udinese, ghi trên một quả penalty sau 3 phút. Ngày 18 tháng 12 năm 2011, anh đã ghi bàn thắng thứ hai của trận đấu khi Celtic đánh bại St Johnstone 2-0 tại McDiarmid Park tại Scotland Premier League. Trong suốt mùa giải 2011-2012, Ki ghi được 7 bàn và có 6 hỗ trợ, đóng vai trò chìa khoá quan trọng trong việc giúp Celtic giành danh hiệu vô địch Scotland.

### Swansea City
Ngày 24 tháng 8 năm 2012, Ki chuyển sang Swansea City với mức phí khoảng 6 triệu bảng và hợp đồng 3 năm, đó là mức phí chuyển nhượng kỷ lục của Swansea cho đến khi nó bị phá vỡ bởi Wilfried Bony. Anh có trận ra mắt cho Thiên nga đen trong chiến thắng 3-1 trước Barnsley ở vòng thứ hai của League Cup tại sân vận động Liberty vào ngày 28 tháng 8 năm 2012. Mặc chiếc áo số 24, Ki bắt đầu như là một tiền vệ trung tâm và được thay ra ở phút thứ 76.
Ki tận hưởng một mùa giải đầu tiên đầy hứa hẹn tại Premier League. Mặc dù anh thất bại khi để nhân rộng các hình thức chấm điểm anh được trưng bày tại Celtic, phong cách thi đấu của anh đã thu hút những người ủng hộ và khen ngợi từ các nhà phê bình, và anh kết thúc mùa giải với 38 trận ở mọi giải đấu. Vào 24 tháng 2 năm 2013, Swansea City thi đấu trong trận chung kết League Cup. Ki chơi trong hơn một giờ trong vai trò trung vệ quen thuộc. Việc chuyển đổi chiến thuật được chứng minh là một thành công, như Swansea chiến thắng thoải mái 5-0 và Ki giành danh hiệu đầu tiên của mình với câu lạc bộ xứ Wales.

### Sunderland
Ngày 31 tháng 8 năm 2013, Ki gia nhập Sunderland theo dạng cho mượn một mùa giải. Anh ghi bàn thắng đầu tiên cho Sunderland vào ngày 17 tháng 12 năm 2013 trong trận thắng 2-1 tứ kết League trước Chelsea, vượt qua Ashley Cole sau đó đánh bại thủ môn Mark Schwarzer với một cú sút chìm ở phút 119 để ghi bàn quyết định. Ngày 26 tháng 12, anh ghi bàn thứ hai cho Sunderland trận thắng 1-0 vượt qua Everton. Thủ môn Everton Tim Howard đã tung ra một đường chuyền ngắn cho Leon Osman - người bị Ki cướp bóng. Howard đẩy Ki ngã xuống và bị đuổi khỏi sân, và Ki ghi bàn từ quả penalty của mình để mang về cho Sunderland một chiến thắng quan trọng. Đây là bàn thắng đầu tiên của Ki ở Ligue. Bàn thắng thứ ba của Ki cho Sunderland đến trong khi 4-1 giành chiến thắng trước Fulham, từ một tình huống kết nối bởi Adam Johnson.
Ngày 22 tháng 1 năm 2014, Ki đi tới chung kết League lần thứ hai liên tiếp, dù với một câu lạc bộ khác, anh đã giúp Sunderland đánh bại Manchester United 2-1 trên loạt penalty sau khi kết thúc hai hiệp phụ, Ki và Marcos Alonso đá penalty của Sunderland. Ki chơi cho trận Sunderland với ManchestermUnited trong trận chung kết League Cup vào ngày 2 tháng 3 năm 2014, dù cho nửa thời gian của hiệp hai họ bị áp đảo bởi City, cuối cùng thua 3-1 trước đội Manchester.
Sunderland đã ngụp lặn hầu hết mùa giải Premier League trong khu vực xuống hạng, nhưng Ki chơi đã góp một phần của mình trong việc phục hồi cho họ, thậm chí chơi mặc dù bị viêm gân ở đầu gối của mình trong vài tháng. Cuối cùng, anh không tránh khỏi chấn thương và chơi trận đấu cuối cùng của mùa giải vào ngày 10 tháng 4. Sunderland đã thành công trong việc tránh khỏi xuống hạng và kết thúc trận cuối vào ngày 14.

### Trở lại Swansea City
Ki trở lại Swansea khi bắt đầu mùa giải 2014-15 Premier League với phát biểu: "Đây là mùa giải thứ ba của tôi ở Premier League, và tôi muốn phát triển thành một cầu thủ tốt và cải thiện để giúp đội bóng". Anh ghi bàn thắng đầu tiên của mùa giải trong trận thắng 2-1 trước Manchester United tại Old Trafford vào ngày 16 tháng Tám. Ngày 28 tháng 8, anh đã ký một hợp đồng mới kéo dài đến năm 2018. Ki đã trở thành một cầu thủ thường xuyên được ra sân dưới ở quyền lãnh đạo của Garry Monk và đến cuối tháng 12 đã bắt đầu xuất phát trong mỗi trận đấu Premier League. Ki đã không chơi cho Swansea trong tháng 1 năm 2015, anh đi làm nhiệm vụ quốc tế với Hàn Quốc tại Asian Cup. Khi trở lại vào tháng Hai, anh đã ngay lập tức trở lại bên sườn và ghi bàn thắng cân bằng tỷ số trong trận hòa 1-1 với Sunderland. Swansea đã thua trận tiếp theo của họ 2-0 trước West Brom, nhưng mười ngày sau đó họ giành chiến thắng thứ hai của mùa giải vượt qua Manchester United, Ki ghi bàn thắng san bằng tỉ số trong chiến thắng 2-1.

### Newcastle United
Vào ngày 29 tháng 6 năm 2018.Ki đã ký bản hợp đồng có thời hạn 2 năm với Newcastle United sau khi hết hạn hợp đồng với Swansea City.Ki có lần ra sân đầu tiên cho Newcastle United vào ngày 26 tháng 8 trong trận gặp Chelsea F.C.Trong 2 mùa giải ở đây Ki đã chơi 23 trận và có 1 kiến tạo

### Mallorca
Ở kỳ chuyển nhượng mùa đông năm 2020, Ki Sung-yueng chuyển đến La Liga đầu quân cho Real Mallorca. Tuy nhiên, anh không thể cạnh tranh vị trí và chỉ có 1 lần ra sân ở La Liga. Sau khi mùa giải 2019/20 kết thúc, anh quyết định trở về Hàn Quốc thi đấu.

### Quay trở lại FC Seoul
Sau khi trải qua 11 năm ở châu Âu, Ki đồng ý trở lại FC Seoul và ký hợp đồng đến năm 2023 vào ngày 21 tháng 7 năm 2020, Anh có trận thi đấu đầu tiên cho câu lạc bộ vào ngày 30 tháng 8 năm 2020.Đầu mùa giải 2021,Ki được trao băng đội trưởng của câu lạc bộ.Anh ây bắt đầu mùa giải với một phong độ ấn tượng .Vào ngày 12 tháng 4 anh ấy được bình chọn là cầu thủ hay nhất tháng

## Sự nghiệp quốc tế (Đội tuyển quốc gia)
Ở cấp độ quốc tế, Ki đã chơi năm 2007 trong đội U-20 World Cup và cho đội tuyển quốc gia Hàn Quốc cũng như đội U-23 Hàn Quốc.
Ngày 7 tháng 6 năm 2008, anh ra mắt trận quốc tế của mình trong trận so tài ở World Cup 2010 với Jordan.
Ngày 1 tháng 6 năm 2010, Ki được chọn là một trong 23 nam cầu thủ đội Hàn Quốc dự World Cup. Ngày 12 tháng 6, Ki chơi trong trận đầu tiên của Hàn Quốc tại World Cup 2010 với đội Hy Lạp. Ki đóng một vai trò trong tất cả ba trận và 2 đường kiến tạo trong hai trận khác nhau với Hy Lạp và Nigeria đã giúp anh và đất nước của mình được vào đến vòng knock-out (vòng 1/8) của cuộc thi.
Ngày 20 tháng 12 năm 2011, Ki (cùng với Ji So-yun của Kobe INAC Nhật Bản) đã được trao giải cầu thủ xuất sắc nhất Hàn Quốc trong năm. Quyết định này được công bố bởi Hiệp hội bóng đá Hàn Quốc (KFA) dựa trên hiệu suất quốc tế và đóng góp cho câu lạc bộ của mình trong Scottish Premier League.
Trong Thế vận hội London 2012, anh ghi bàn quan trọng trong loạt sút penalty thứ năm trong trận tứ kết giữa Hàn Quốc với Vương quốc Anh, giúp cho Hàn Quốc tiến đến vòng bán kết. Hàn Quốc thua 0-3 trước Brazil trong trận bán kết, nhưng đánh bại Nhật Bản 2-0 ở trận tranh giải ba để giành huy chương đồng.
Ki đã được lựa chọn cho đội tuyển Hàn Quốc dự FIFA World Cup 2014 ở Brasil. Anh chơi trong cả ba trận cho tuyển Hàn Quốc trước khi bị loại ở vòng bảng sau khi có một trận hòa và thua hai trận. Sau World Cup, Ki trở thành đội trưởng của đội tuyển bóng đá quốc gia dưới thời tân huấn luyện viên Uli Stielike.
Ki cũng chơi cho Hàn Quốc ở Asian Cup 2015 vào tháng 1, giúp đất nước mình đi tới trận cuối cùng đối đầu với nước chủ nhà Australia. Anh cung cấp đường kiến tạo cho Son Heung-min để buộc trận chung kết hòa 1-1 và phải đá thêm thời gian (hiệp phụ), nhưng người Australia đã ghi bàn lần nữa trong 30 phút để giành chiến thắng 2-1.
Anh tiếp tục được huấn luyện viên Shin Tae-yong triệu tập tham dự World Cup 2018 ở Nga, giải đấu mà anh đã góp mặt trong cả ba trận vòng bảng trước Thụy Điển, México và Đức. Đội tuyển Hàn Quốc sau đó rời giải với vị trí thứ 3 vòng đấu bảng dù đội đã đánh bại Đức 2-0 và loại Die Mannschaft khỏi giải đấu.
Sau khi đội tuyển Hàn Quốc dừng bước ở tứ kết Asian Cup 2019 sau thất bại 0-1 trước Qatar, Ki Sung-yueng tuyên bố chia tay đội tuyển quốc gia sau 11 năm gắn bó, tổng cộng anh đã thi đấu 110 trận và ghi được 10 bàn thắng.

## Bê bối
Ngày 19 tháng 11 năm 2007, Ki viết "Nếu bạn đang thất vọng, sao bạn không ra đây thi đấu?" trên trang Cyworld của mình để đáp lại sự chỉ trích của những người hâm mộ Hàn Quốc sau trận hoà không bàn thắng của U-23 Hàn Quốc với Uzbekistan. Ki xoá lời phát biểu của mình sau khi bị lên án nặng nề về hành vi bất cẩn này.
Ngày 25 tháng 1 năm 2011, trong trận bán kết AFC Asian Cup năm 2011 giữa Nhật Bản và Hàn Quốc, Ki ghi được bàn thắng mở tỷ số thông qua một quả phạt đền. Ki gây ra cuộc tranh cãi do cách ăn mừng bàn thắng bằng cách làm một khuôn mặt khỉ và gãi má mình ở trước một máy ảnh đặt ở bên trong sân, được cho là nhái việc phân biệt chủng tộc ở người Nhật Bản. Ki bước đầu biện hộ cho cách ăn mừng bàn thắng của mình thông qua một bài Twitter cho là anh thấy khó chịu khi nhìn thấy một Rising Sun Flag trong sân vận động. Ki sau đó cho là cách ăn mừng đó ám chỉ việc sỉ nhục phân biệt chủng tộc mà anh đã bị nhận từ người hâm mộ đội đối thủ tại giải Scottish Premier League, nhưng các giám đốc điều hành của Show Racism the Red Card bày tỏ sự hoài nghi rõ ràng về điều này. Giám đốc giải đấu Asian Cup - Tokuaki Suzuki nói rằng không có hành động được thực hiện trên phạm vi của AFC và FIFA đã không liên lạc với AFC về vấn đề này.
Vào mùa hè năm 2013, điều đó được thông báo rộng rãi rằng trước đó Ki đã xúc phạm huấn luyện viên đội tuyển quốc gia Hàn Quốc khi đó - Choi Kang-hee trên trang Facebook của mình trước và sau trận đấu với Kuwait vào tháng 2 năm 2012. Ki đã viết "Bây giờ tất cả mọi người nên nhận ra giá trị của các cầu thủ chơi ở nước ngoài. [Ông ấy] nên để cho chúng tôi một mình, nếu không thì, [ông ấy] sẽ bị tổn thất." Ki sau đó đã xin lỗi do anh ấy "tinh nghịch và nhận xét không thích hợp" và bố của anh ấy cũng đến thăm KFA để xin lỗi kịp thời".
Vào ngày 24 tháng 2 năm 2021,Ki bị hai đồng đội cũ ở trường tiểu học buộc tội tấn công tình dục và thể xác

## Thống kê sự nghiệp

### Câu lạc bộ
Tính đến 26 tháng 8 năm 2018
| Câu lạc bộ          | Mùa giải            | Giải VĐQG     | Giải VĐQG    | Cúp quốc gia  | Cúp quốc gia | Cúp liên đoàn | Cúp liên đoàn | Châu lục      | Châu lục     | Tổng cộng     | Tổng cộng    |
| Câu lạc bộ          | Mùa giải            | Số lần ra sân | Số bàn thắng | Số lần ra sân | Số bàn thắng | Số lần ra sân | Số bàn thắng  | Số lần ra sân | Số bàn thắng | Số lần ra sân | Số bàn thắng |
| ------------------- | ------------------- | ------------- | ------------ | ------------- | ------------ | ------------- | ------------- | ------------- | ------------ | ------------- | ------------ |
| FC Seoul            |                     |               |              |               |              |               |               |               |              |               |              |
| 2006                | 0                   | 0             | 0            | 0             | 0            | 0             | –             | –             | 0            | 0             |              |
| 2007                | 16                  | 0             | 3            | 0             | 6            | 0             | –             | –             | 25           | 0             |              |
| 2008                | 21                  | 4             | 1            | 0             | 6            | 0             | –             | –             | 28           | 4             |              |
| 2009                | 27                  | 3             | 1            | 0             | 4            | 1             | 8             | 1             | 40           | 5             |              |
| Tổng cộng           | 64                  | 7             | 5            | 0             | 16           | 1             | 8             | 1             | 93           | 9             |              |
| Celtic              |                     |               |              |               |              |               |               |               |              |               |              |
| 2009–10             | 10                  | 0             | 0            | 0             | 0            | 0             | 0             | 0             | 10           | 0             |              |
| 2010–11             | 26                  | 3             | 4            | 1             | 3            | 0             | 2             | 0             | 35           | 4             |              |
| 2011–12             | 30                  | 6             | 2            | 0             | 3            | 0             | 7             | 1             | 42           | 7             |              |
| Tổng cộng           | 66                  | 9             | 6            | 1             | 6            | 0             | 9             | 1             | 87           | 11            |              |
| Swansea City        | 2012–13             | 29            | 0            | 2             | 0            | 7             | 0             | —             | —            | 38            | 0            |
| Swansea City        | 2013–14             | 1             | 0            | 0             | 0            | 0             | 0             | 2             | 0            | 3             | 0            |
| Swansea City        | 2014–15             | 33            | 8            | 0             | 0            | 1             | 0             | —             | —            | 34            | 8            |
| Swansea City        | 2015–16             | 29            | 2            | 0             | 0            | 2             | 0             | —             | —            | 31            | 2            |
| Swansea City        | 2016–17             | 23            | 0            | 1             | 0            | 1             | 0             | —             | —            | 25            | 0            |
| Swansea City        | 2017–18             | 25            | 2            | 5             | 0            | 1             | 0             | —             | —            | 31            | 2            |
| Swansea City        | Tổng cộng           | 139           | 12           | 8             | 0            | 12            | 0             | 2             | 0            | 160           | 12           |
| Sunderland(mượn)    | 2013–14             | 27            | 3            | 1             | 0            | 6             | 1             | —             | —            | 34            | 4            |
| Sunderland(mượn)    | Tổng cộng           | 27            | 3            | 1             | 0            | 6             | 1             | —             | —            | 34            | 4            |
| Newcastle United    | 2018–19             | 18            | 0            | 0             | 0            | 1             | 0             | —             | —            | 19            | 0            |
| Newcastle United    | 2019–20             | 3             | 0            | 1             | 0            | 0             | 0             | —             | —            | 4             | 0            |
| Newcastle United    | Tổng cộng           | 21            | 0            | 1             | 0            | 1             | 0             | 0             | 0            | 23            | 0            |
| Mallorca            | 2019–20             | 1             | 0            | 0             | 0            | —             | —             | —             | —            | 1             | 0            |
| FC Seoul            | 2020                | 5             | 0            | 0             | 0            | —             | —             | —             | —            | 5             | 0            |
| FC Seoul            | 2021                | 25            | 3            | 0             | 0            | —             | —             | —             | —            | 25            | 3            |
| FC Seoul            | Tổng cộng           | 30            | 3            | 0             | 0            | 0             | 0             | 0             | 0            | 30            | 3            |
| Tổng cộng sự nghiệp | Tổng cộng sự nghiệp | 348           | 34           | 22            | 1            | 41            | 2             | 19            | 2            | 430           | 39           |

Kết quả ghi số bàn thắng của Hàn Quốc trước.
| #  | Ngày                 | Địa điểm                                               | Đối thủ           | Bàn thắng | Kết quả              | Giải đấu                 |
| -- | -------------------- | ------------------------------------------------------ | ----------------- | --------- | -------------------- | ------------------------ |
| 1  | 10 tháng 9 năm 2008  | Sân vận động bóng đá Hồng Khẩu, Thượng Hải, Trung Quốc | CHDCND Triều Tiên | 1–1       | 1–1                  | Vòng loại World Cup 2010 |
| 2  | 11 tháng 10 năm 2008 | Sân vận động World Cup Suwon, Suwon, Hàn Quốc          | Uzbekistan        | 1–0       | 3–0                  | Giao hữu                 |
| 3  | 6 tháng 6 năm 2009   | Sân vận động Al Maktoum, Dubai, UAE                    | UAE               | 2–0       | 2–0                  | Vòng loại World Cup 2010 |
| 4  | 14 tháng 10 năm 2009 | Sân vận động World Cup Seoul, Seoul, Hàn Quốc          | Sénégal           | 1–0       | 2–0                  | Giao hữu                 |
| 5  | 25 tháng 1 năm 2011  | Sân vận động Thani bin Jassim, Doha, Qatar             | Nhật Bản          | 1–0       | 2–2 (s.h.p.) (0–3 p) | Asian Cup 2011           |
| 6  | 13 tháng 10 năm 2015 | Sân vận động World Cup Seoul, Seoul, Hàn Quốc          | Jamaica           | 2–0       | 3–0                  | Giao hữu                 |
| 7  | 17 tháng 11 năm 2015 | Sân vận động Quốc gia Lào mới, Viêng Chăn, Lào         | Lào               | 1–0       | 5–0                  | Vòng loại World Cup 2018 |
| 8  | 17 tháng 11 năm 2015 | Sân vận động Quốc gia Lào mới, Viêng Chăn, Lào         | Lào               | 2–0       | 5–0                  | Vòng loại World Cup 2018 |
| 9  | 6 tháng 10 năm 2016  | Sân vận động World Cup Suwon, Suwon, Hàn Quốc          | Qatar             | 1–0       | 3–2                  | Vòng loại World Cup 2018 |
| 10 | 13 tháng 6 năm 2017  | Sân vận động Jassim bin Hamad, Doha, Qatar             | Qatar             | 1–2       | 2–3                  | Vòng loại World Cup 2018 |

## Danh hiệu

### Câu lạc bộ

#### Celtic
- Cúp Quốc gia Scotland: 2010–11
- Scottish Premier League: 2011–12

#### Swansea City
- Football League Cup: 2012–13

#### Sunderland
- Á quân Football League Cup: 2013–14

### Quốc tế

#### U-23 Hàn Quốc
- Huy chương Đồng Thế vận hội 2012

#### Hàn Quốc
- Á quân Asian Cup 2015[8]

### Cá nhân
- Đội hình tiêu biểu K League: 2008, 2009
- Cầu thủ trẻ châu Á của năm: 2009[9]
- Cầu thủ trẻ hay nhất hay nhất tháng của Ngoại hạng Scotland : 2010–11 October
- Scottish Cup Final Man of the Match: 2011
- Cầu thủ xuất sắc nhất năm của KFA: 2011, 2012
- Đội hình xuất sắc nhất AFC Asian Cup: 2015
- Cầu thủ hay nhất mùa của Swansea City: 2014-15[10]
- Cầu thủ hay nhất tháng ở K League 1: Tháng 3 năm 2021[11]

## Đời tư
Trong tháng 3 năm 2013, Ki xác nhận rằng anh đang hẹn hò với nữ diễn viên Han Hye-jin, và họ tuyên bố đính hôn vào tháng 5 năm 2013. Cặp đôi công bố đăng ký kết hôn vào ngày 25 tháng 6 năm 2013, và đám cưới vào ngày 01 tháng 7 tại Khách sạn Intercontinental Seoul. Cả hai đều sùng đạo Kitô.